# Tatjana Olegowna Schaposchnikowa
Tatjana Olegowna Schaposchnikowa, russisch Татьяна Олеговна Шапошникова, englische Transkription Tatyana Shaposhnikova, (* 1946) ist eine russische Mathematikerin. 

## Leben
Schaposchnikowa studierte an der Staatlichen Universität Leningrad mit dem Diplomabschluss 1969 und der Promotion bei Solomon Grigorjewitsch Michlin 1973. Danach arbeitete sie an verschiedenen Leningrader technischen Universitäten, teilweise als Assistenzprofessorin (so an der Leningrader Militärakademie und am Institut für Kühltechnik). Da sie Kontakte zu Dissidentenkreisen hatte, verlor sie mehrfach ihre Stellung. 1990 ging sie mit ihrer Familie nach Schweden und war Universitätslektor an der Universität Linköping. 2004 bis 2008 war sie Professorin an der Ohio State University. 
Sie arbeitet auch als Übersetzerin wissenschaftlicher und anderer Literatur aus dem Russischen und ins Russische (zum Beispiel von Astrid Lindgren).
Sie befasst sich mit Funktionalanalysis (Sobolev-Multiplier von Funktionenräumen) mit Anwendungen auf partielle Differentialgleichungen.
Mit ihrem Ehemann, dem Mathematiker Wladimir Gilelewitsch Masja, veröffentlichte sie 1990 (russische Ausgabe, englische Ausgabe 1998, American Mathematical Society) eine Biographie von Jacques Hadamard, die den Verdaguer Preis der Académie des sciences erhielt. 2010 erhielt sie den Thureus Preis der Königlichen Gesellschaft der Wissenschaften in Uppsala.

## Schriften
- mit Masja: Theory of Multipliers in Spaces of Differentiable Functions, Pitman, 1985
- mit Masja: Theory of Sobolev Multipliers with Applications to Differential and Integral Operators, Grundlehren der mathematischen Wissenschaften, Springer Verlag 2009
- mit Masja: Jacques Hadamard- a universal mathematician, American Mathematical Society 1998